# Sigrid Schüßler
Sigrid Schüßler (* 1969 in Darmstadt) ist eine deutsche politische Aktivistin aus dem rechtsextremen Spektrum. In diversen Publikationen der Verfassungsschutzbehörden wird Schüßler namentlich hervorgehoben.

## Werdegang
Schüßler studierte nach eigenen Angaben Literatur-, Kunst- und Theatergeschichte in Bayern und absolvierte ein Schauspiel- und Regiestudium in Österreich.
2004 gründete Schüßler das „Theater Hollerbusch“ und trat damit als „Hexe Ragnar“ oder „Hexe Ragna“ bei Grundschulen und Kindergärten auf. 2005 wurde sie hierzu für den Aschaffenburger Existenzgründerpreis nominiert. Auch bei der NPD gab sie Vorstellungen. Die Gewerkschaft Erziehung und Wissenschaft (GEW) wurde 2007 auf ihre Verbindungen zur NPD aufmerksam und warnte in einem Flugblatt vor ihr. Peter Naumann machte Schüßler mit der RNF-Aktivistin Iris Niemeyer bekannt. Mit ihr gründete Schüßler daraufhin die sogenannte „Selbsthilfegruppe für politisch verfolgte Frauen, Männer und deren Familien in Zeiten des BRD-Regimes“ Jeanne D., benannt nach der französischen Freiheitskämpferin Jeanne d’Arc, wobei das „D.“ für Deutschland stand.
2012 wurde Schüßler zur Bundesvorsitzenden der NPD-Unterorganisation Ring Nationaler Frauen (RNF) gewählt. Im gleichen Jahr wurde sie auch stellvertretende Landesvorsitzende der NPD, nachdem sie bereits seit 2008 als Beisitzerin dem bayerischen NPD-Vorstand angehört hatte. Bei der Landtagswahl in Bayern 2013 war Schüßler Spitzenkandidatin der NPD. Bei der Bundestagswahl 2013 stand Schüßler auf Platz zwei der bayerischen NPD-Landesliste, nachdem sie bei der Bundestagswahl 2009 bereits auf Platz drei der NPD-Landesliste geführt worden war. Im Frühjahr 2014 wurde sie nach parteiinternen Debatten ihres Amtes als RNF-Vorsitzende enthoben und aus dem RNF ausgeschlossen. Nach ihrer erfolglosen Kandidatur im November 2014 für den Parteivorsitz der NPD trat sie aus der Partei aus, wobei sie auf ihrer Facebook-Seite erklärte: „Es handelt sich hier […] nicht um einen sogenannten ‚Szene-Ausstieg‘. […] Ich breche auch nicht mit dem, was wahr, richtig und gut ist in dieser Partei!“ Wenige Tage zuvor war sie bereits im Rahmen der Verhaftung von Sascha Rossmüller von ihrem Amt als stellvertretende Vorsitzende des bayerischen Landesverbandes der NPD zurückgetreten.
2015 trat Schüßler als Rednerin auf Demonstrationen des Magdeburger Ablegers von Pegida auf. Im Januar 2016 fiel Schüßler im Rahmen einer Rede von Karl Richter im Münchner Stadtrat durch Zwischenrufe von der Zuschauertribüne aus auf. Nach ihrer Weigerung, die Aufforderung zum Verlassen der Sitzung zu befolgen, wurde sie von der Polizei abgeführt und später zu einer Geldstrafe wegen Hausfriedensbruch verurteilt. Wenige Tage später trat sie bei einer Veranstaltung der Partei Die Rechte in Bamberg als Rednerin auf. Wegen ihrer Behauptungen in ihrer Rede, dass es sich bei vielen Flüchtlingen um „Testosteronbomben aus Allerherrenländern“ handle, die nur ins Land gekommen seien, „um deutsche Frauen zu überfallen, zu erniedrigen, zu vergewaltigen“ wurde sie vom Amtsgericht Bamberg wegen Volksverhetzung zu einer Geldstrafe in Höhe von 150 Tagessätzen à 15 Euro verurteilt. Als Schüßlers Rechtsbeistand fungierte Björn Clemens. Schüßler hatte mit einem Nacktfoto auf Facebook um Unterstützung geworben, gemäß Endstation Rechts fanden sich aber nur sechs Unterstützer Schüßlers im Gerichtssaal ein. Bei einer von Pro NRW organisierten Demonstration im November 2015 auf dem Breslauer Platz in Köln hatte Schüßler erklärt: „Der Islam gehört zu Deutschland wie die Scheiße auf dem Esstisch“. Das Amtsgericht Köln verurteilte sie daraufhin im August 2016 zu einer Geldstrafe in Höhe von 900 Euro wegen Beschimpfung von Religionsgemeinschaften. Das Landgericht Köln hob das entsprechende Urteil im Februar 2017 auf und sprach Schüßler frei.
Schüßler war mit Falko Schüßler, einem ehemaligen Aktivisten der 1994 verbotenen Wiking-Jugend und Bayern-Vorsitzender der 1995 verbotenen Freiheitlichen Deutschen Arbeiterpartei, verheiratet und hat mit ihm zusammen vier Töchter.

## Rezeption
Bereits 2007 warnte die GEW in einem Flugblatt vor Schüßler, da sie nicht unter das gängige Neo-Nazi-Klischee falle: „Nein, Springerstiefel und Bomberjacke trägt sie nicht.“ Auch für die Journalistin Juliane Lang entsprach die fließend mehrere Fremdsprachen und verschiedene Musikinstrumente beherrschende Schüßler „keineswegs dem Bild des dumpfen, ungebildeten Nazis“. Die Soziologin Renate Bitzan hielt es angesichts der „selbstbewusst […], keß und ein bischen provokativ“ auftretenden Schüßler, die auf Wahlplakaten mit dem Slogan „unwiderstehlich anders“ warb, für denkbar, dass die NPD eines Tages analog zu Marine Le Pen eine Parteivorsitzende bekomme.
Der WDR zeigte 2015 eine Dokumentation unter dem Titel „Weiblich, sexy, rechtsextrem“ zu dem Phänomen in der bisher männlich dominierten rechtsextremen Szene, dass dort vermehrt auch Frauen wie Sigrid Schüßler mit Ausländerhass und harten Parolen auffallen. Der Vorwärts erlebte die in Fetischkleidung für einen Erotik-Kalender posierende Schüßler als sich aufgeschlossen modern gebend, während sie gleichzeitig gegen Homosexuelle hetze und voll des Lobs für Adolf Hitler sei.
Im Mai 2019 erschien der Dokumentarfilm „Kleine Germanen“ von Mohammad Farokhmanesh im Kino, der auch im November 2019 auf Arte und im Juni 2020 auf ARD gezeigt wurde. In dem Film, der von der Indoktrination von Kindern in rechtsradikalen Familien handelt, wurden Interviews mit Schüßler neben welchen mit Götz Kubitschek, Ellen Kositza, Ricarda Riefling und Martin Sellner verarbeitet.